# Itea (roślina)
Itea (Itea L.) – rodzaj roślin należący do rodziny iteowatych (Iteaceae J. Agardh). Obejmuje co najmniej 17 gatunków występujących głównie w Azji Południowo-Wschodniej na obszarze od Himalajów po Japonię, we wschodniej części Ameryki Północnej, gdzie rośnie jeden gatunek – Itea virginica oraz w południowej i wschodniej Afryce, gdzie także rośnie jeden gatunek – Itea rhamnoides.
Itea ilicifolia o zimozielonych liściach i długich, zwisających kwiatostanach oraz Itea yunnanensis o kwiatach białych, w krótszych kwiatostanach, uprawiane są jako rośliny ozdobne.

## Morfologia
PokrójKrzewy i niskie drzewa do 4 m wysokości.
LiścieZimozielone lub sezonowe, skrętoległe, pojedyncze, ogonkowe, z przylistkami. Blaszka gruczołowato piłkowana, czasem kolczasta na brzegu, rzadko całobrzega.
KwiatyObupłciowe, zwykle drobne, białawe lub zielonkawe, zebrane w kwiatostany groniaste wzniesione lub zwisające. Działek kielicha i płatków korony jest po pięć. Pręcików także pięć. Zalążnia jest górna, dwukomorowa z dwoma szyjkami słupka zwieńczonymi główkowatymi znamionami.
OwoceStożkowate lub równowąskie torebki na końcach rozwidlone, z pozostałościami trwałego okwiatu. Zawierają liczne, drobne nasiona.

## Systematyka
Pozycja systematyczna
Rodzaj z rodziny iteowatych Iteaceae siostrzanej dla kladu obejmującego agrestowate Grossulariaceae i skalnicowate Saxifragaceae w obrębie rzędu skalnicowców (Saxifragales). W klasyfikacjach z XX wieku (np. w systemie Cronquista z 1981) rodzaj włączany był do szeroko ujmowanej rodziny agrestowatych Grossulariaceae lub do skalnicowatych.
Wykaz gatunków
- Itea amoena Chun
- Itea chinensis Hook. & Arn.
- Itea coriacea Y.C.Wu
- Itea glutinosa Hand.-Mazz.
- Itea ilicifolia Oliv.
- Itea indochinensis Merr.
- Itea japonica Oliv.
- Itea kiukiangensis C.C.Huang & S.C.Huang
- Itea kwangsiensis H.T.Chang
- Itea macrophylla Wall.
- Itea maesifolia Elmer
- Itea nutans Royle
- Itea oldhamii C.K.Schneid.
- Itea omeiensis C.K.Schneid.
- Itea parviflora Hemsl.
- Itea rhamnoides (Harv.) Kubitzki
- Itea riparia Collett & Hemsl.
- Itea tenuinervia S.Y.Liu
- Itea virginica L.
- Itea yangchunensis S.Y.Jin
- Itea yunnanensis Franch.